# Madonna col Bambino e angeli reggicorona
La Madonna col Bambino e angeli reggicorona è un dipinto a olio e oro su tavola (114,8x54,5 cm) di Antonello da Messina, databile al 1470-1475 circa e conservato nella Galleria degli Uffizi a Firenze.

## Storia
La Madonna col Bambino di Antonello venne riscoperta sotto pesanti ridipinture e acquistata, col San Giovanni Evangelista dal museo fiorentino nel 1996. L'altissima qualità della pittura aveva infatti palesato l'opera del grande maestro, collegando le due tavole con quella, di analogo formato, nella Pinacoteca del Castello Sforzesco di Milano e, forse, con le tre cuspidi dei Dottori della Chiesa nel Museo regionale di Palazzo Abatellis a Palermo.

## Descrizione e stile
La Madonna col Bambino si trova su un trono intagliato, di gusto catalano, avvolta in un ampio manto blu che ne esalta la plasticità dilatata e tridimensionale. Lo schienale è coperto da un telo bianco e sopra di esso si trova disteso un telo verde in cui si vedono le pieghe come se fosse appena stato steso. Esso, così come i due piccoli angeli che reggono la corona di rose di Maria, è uno stilema che deriva dall'arte fiamminga, della quale Antonello fu il principale mediatore in Italia, influenzando a sua volta altre scuole locali, in particolare quella veneziana. Non a caso nel museo fiorentino le due tavole si trovano esposte nella sala dei Fiamminghi, a confronto con le tavole degli artisti nordici della seconda metà del secolo, come Hans Memling.
La fisionomia di Maria è tipica delle Madonne di Antonello, dal sapore così spiccatamente mediterraneo, mentre il Bambino è ritratto in un gesto naturale di abbracciare la madre, afferrandole il velo e sporgendosi per unire i due volti, secondo uno schema di affettuosa intimità già usato da Donatello.